# The Most
The Most sind eine kanadische Beatband. Sie erklommen als One-Hit-Wonder mit ihrem Hit Another Day im Jahre 1964 die Charts.

## Bandgeschichte
The Most gründeten sich schon Ende der 1950er Jahre als Rock-’n’-Roll-Gruppe, damals in der Besetzung Peter Smith (Klavier, Gesang), John Smith (Kontrabass), Thomas Jones (Gitarre) und Jeff Hartson (Schlagzeug). Mit der aufkommenden Popularität der Beatles und ihres stampfenden Beat-Sounds wechselte Peter Smith an die (Rhythmus-)Gitarre und John Smith an die Bassgitarre; außerdem wurde Jeff Hartson am Schlagzeug durch James Green ersetzt.
Ende 1963 nahmen The Most ihren Titel Another Day auf; dieser wurde nach anfänglich schleppender Resonanz letztlich ein Top-10-Hit in den USA, Kanada und Teilen Europas. Die nachfolgende Single Julia sowie das eilig produzierte Album The Most Wonderful blieb jedoch weitgehend unbeachtet.

## Diskografie
Singles
- Another Day (1964)
- Julia (1964)

Langspielplatten
- The Most... Wonderful (1964)
- The Most Best